# Actias selene
Papillon lune indien, Papillon lune chinois
Espèce

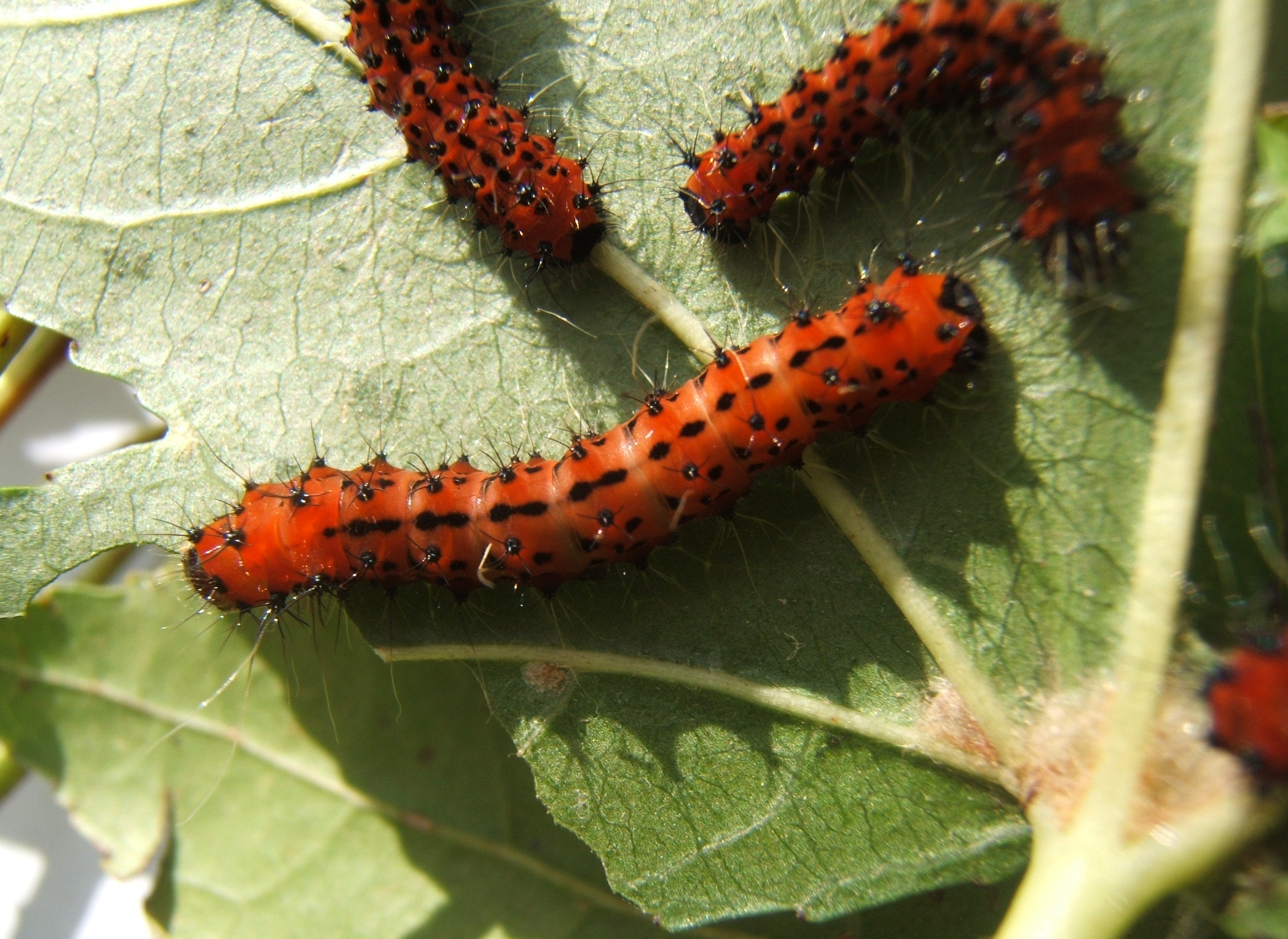
Chenilles de lActias selene dévorant des feuilles de Liquidambar (Liquidambar styraciflua)

Actias selene est une espèce de papillons de la famille des Saturniidae, dont le nom vernaculaire est Papillon lune indien (ou chinois),. Il est populaire chez les entomologistes amateurs ou dans certaines fermes à papillons qui en achètent des œufs ou des cocons pour les faire éclore. Ce type de pratique pouvant être une menace si les individus sont prélevés dans la nature.
Cependant, l'élevage est très aisé sur nombre de plantes hôtes.

## Description
Cette espèce plutôt nocturne est spectaculaire car elle peut atteindre de 13 à 14 cm d'envergure, mais surtout parce qu'elle possède des ailes antérieures terminées par un apex fort aigu et des ailes antérieures allongées, terminées par une très longue queue incurvée vers l'extérieur. Les quatre ailes présentent un bord jaunâtre avec un ocelle caractéristique, comme une demi-lune. Le bord d'attaque de la première paire d'ailes est de couleur pourpre foncé.
Le mâle possède des antennes plumeuses. La femelle a une corpulence plus importante. L'adulte ne se nourrit pas.
La chenille est verte avec des protubérances jaunâtres ou orangées. Elle est polyphage et se nourrit de feuilles caduques d'arbres de diverses espèces.

## Aire de répartition
Cette espèce se rencontre en Asie ; de l'Inde au Japon et plus au sud, du Népal, Ceylan à Bornéo, et dans certaines îles ou archipels d'Asie orientale.
Quelques sous-espèces vivent au Pakistan, en Afghanistan, aux Philippines, en Extrême-Orient russe, en Chine, à Java, au Sri Lanka, à Sumatra et à Bornéo.

## Cycle de vie

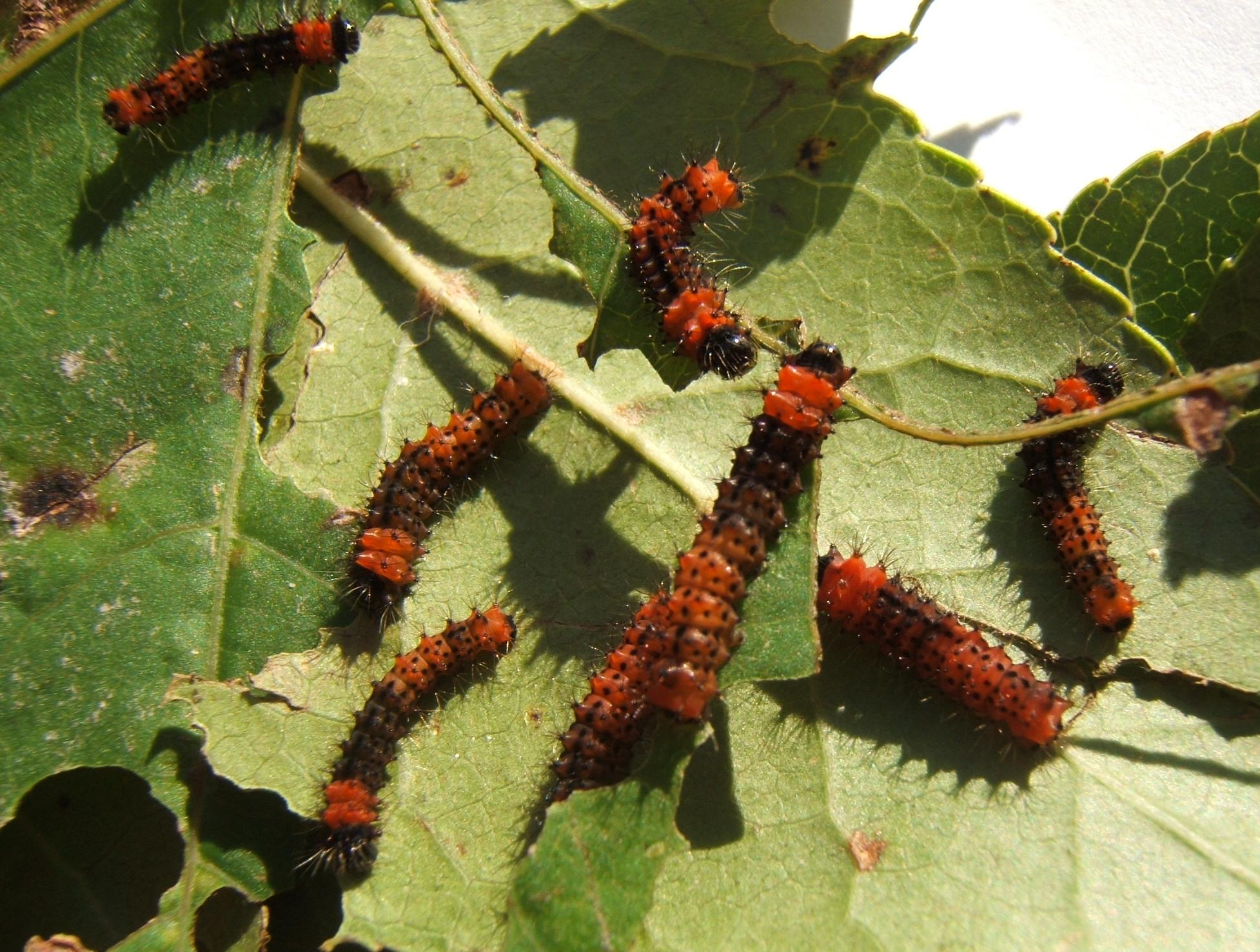
Chenille au 1er stade larvaire
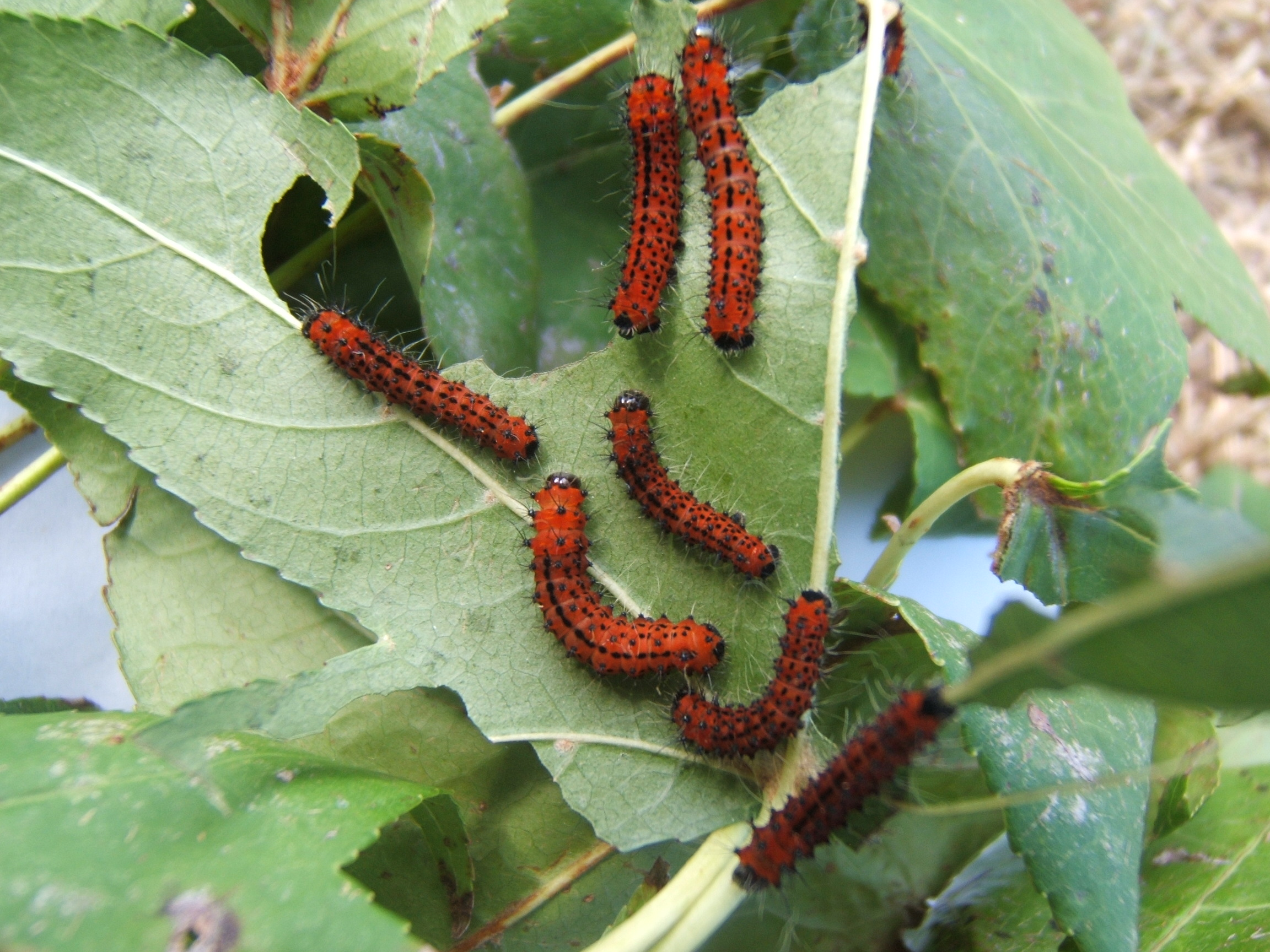
Chenille au 2d stade larvaire
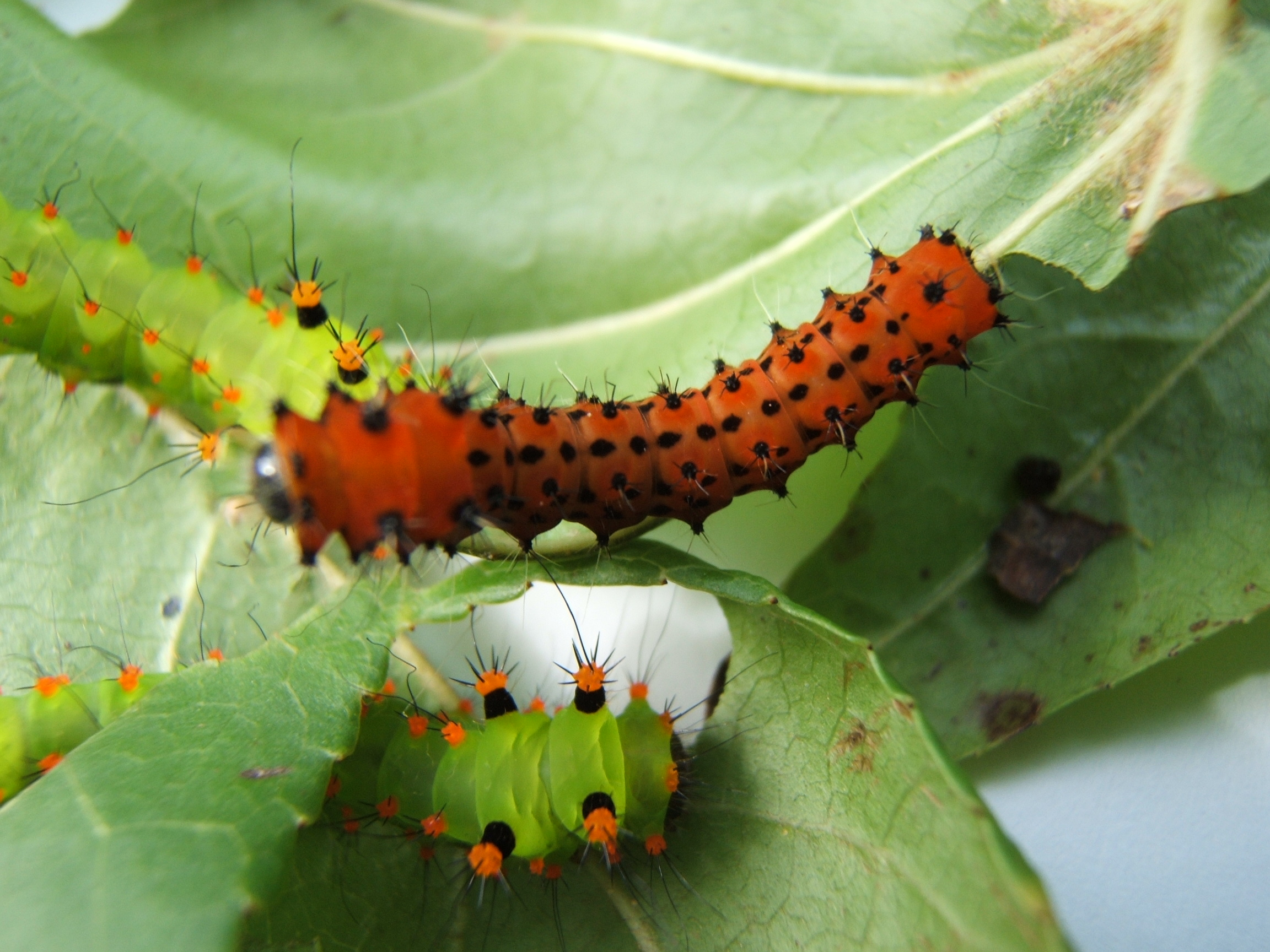
Chenilles au 2e et 3e stade.
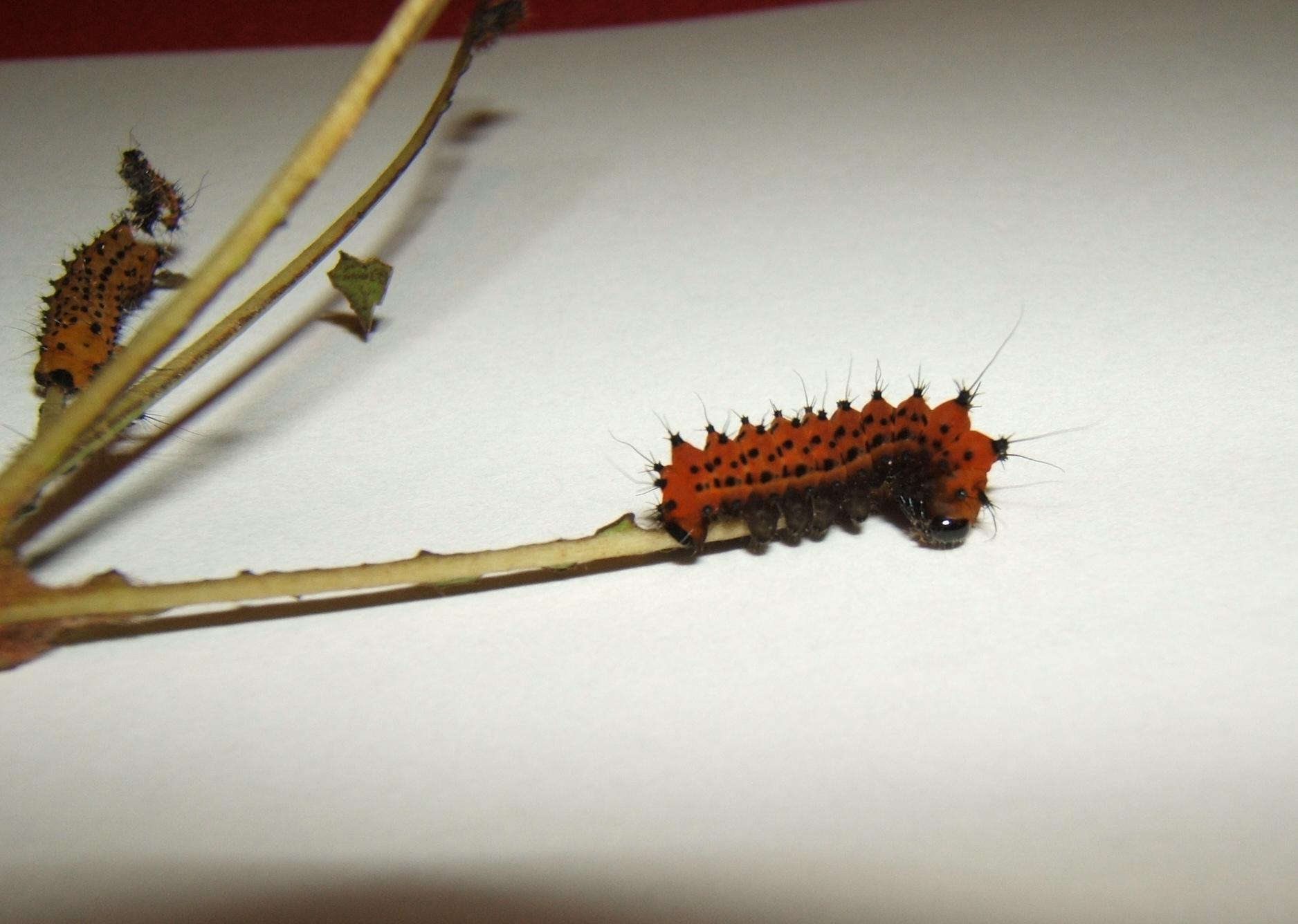
Passage au second stade apolyse
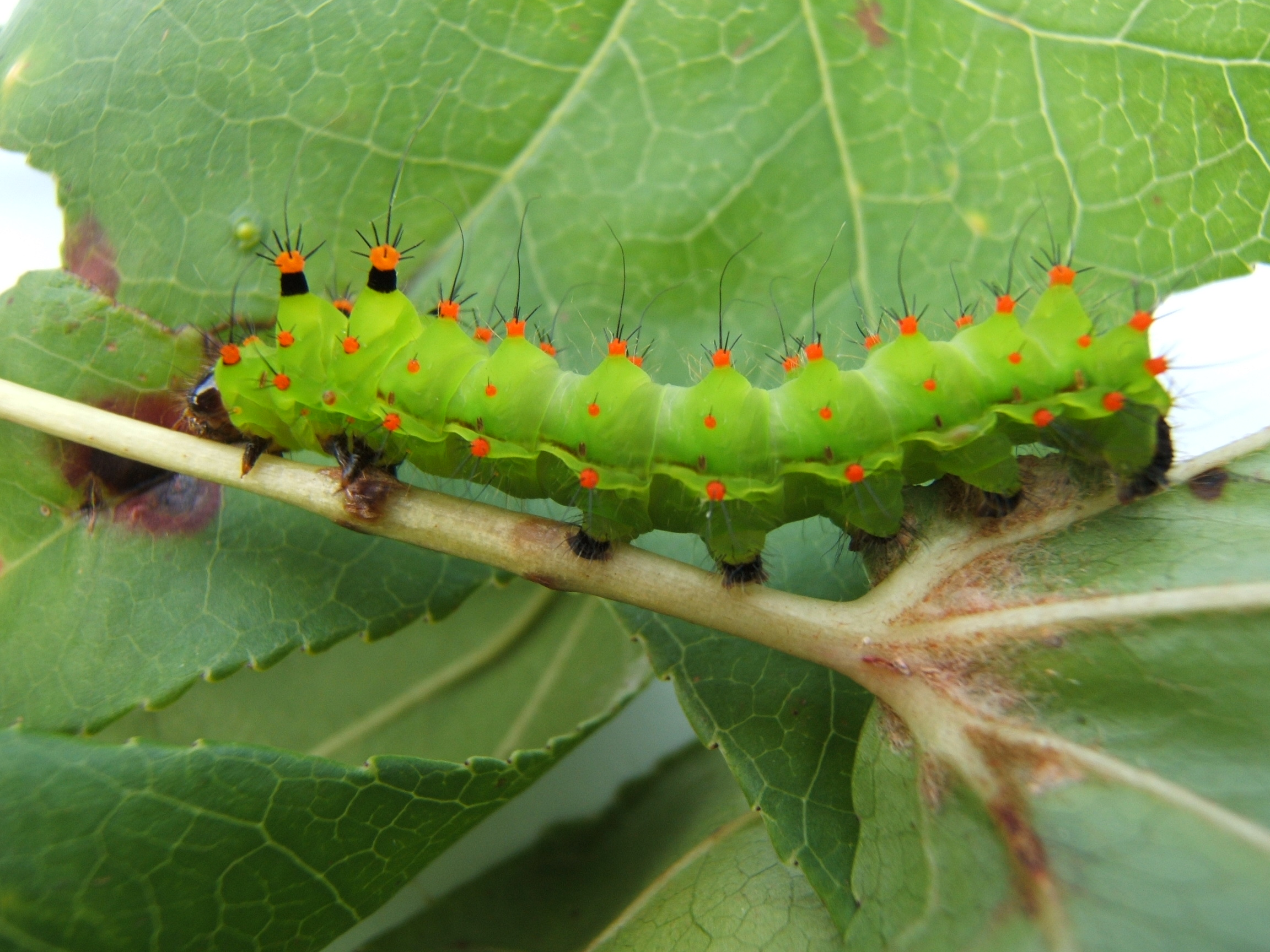
Troisième stade larvaire
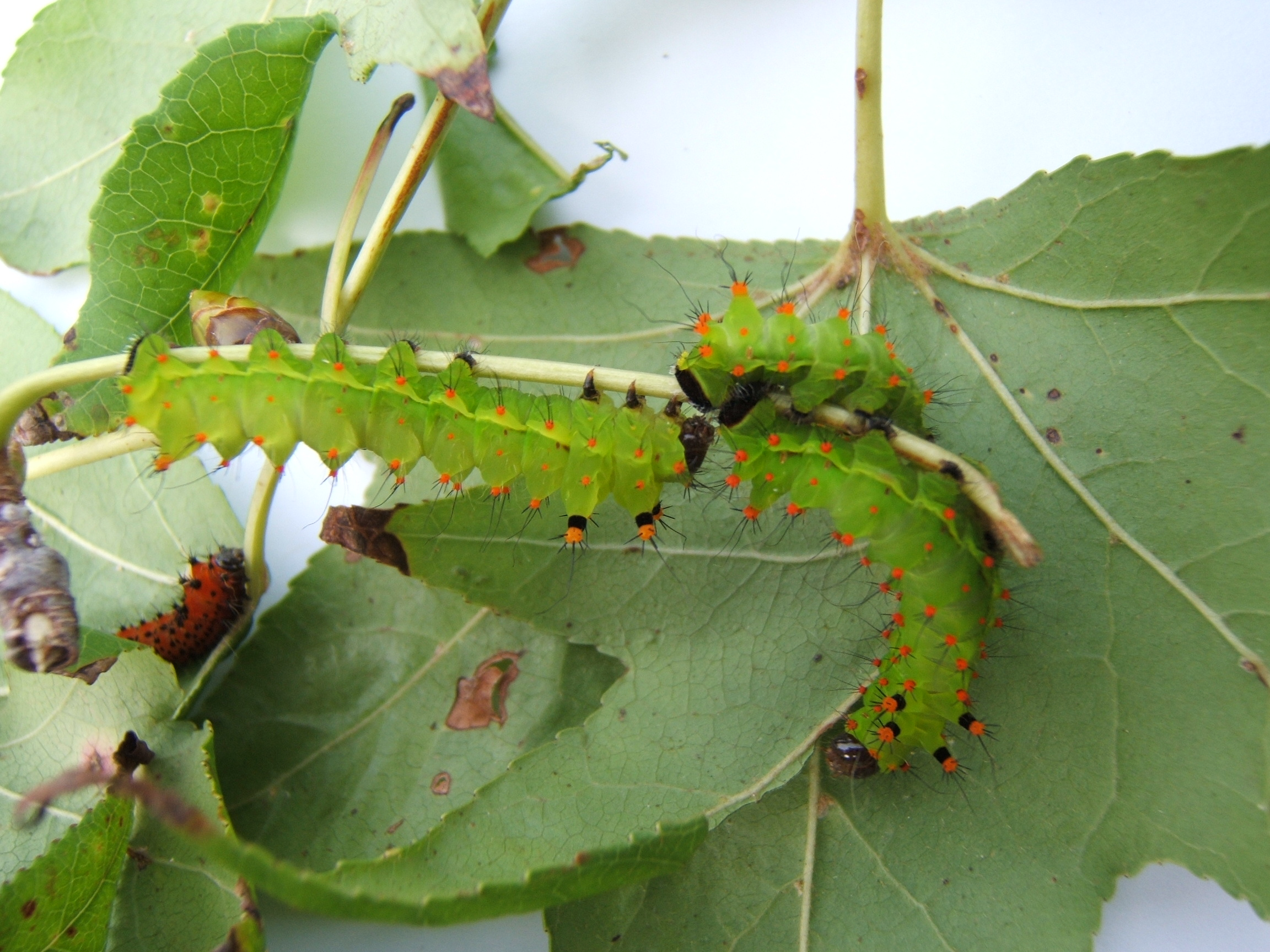
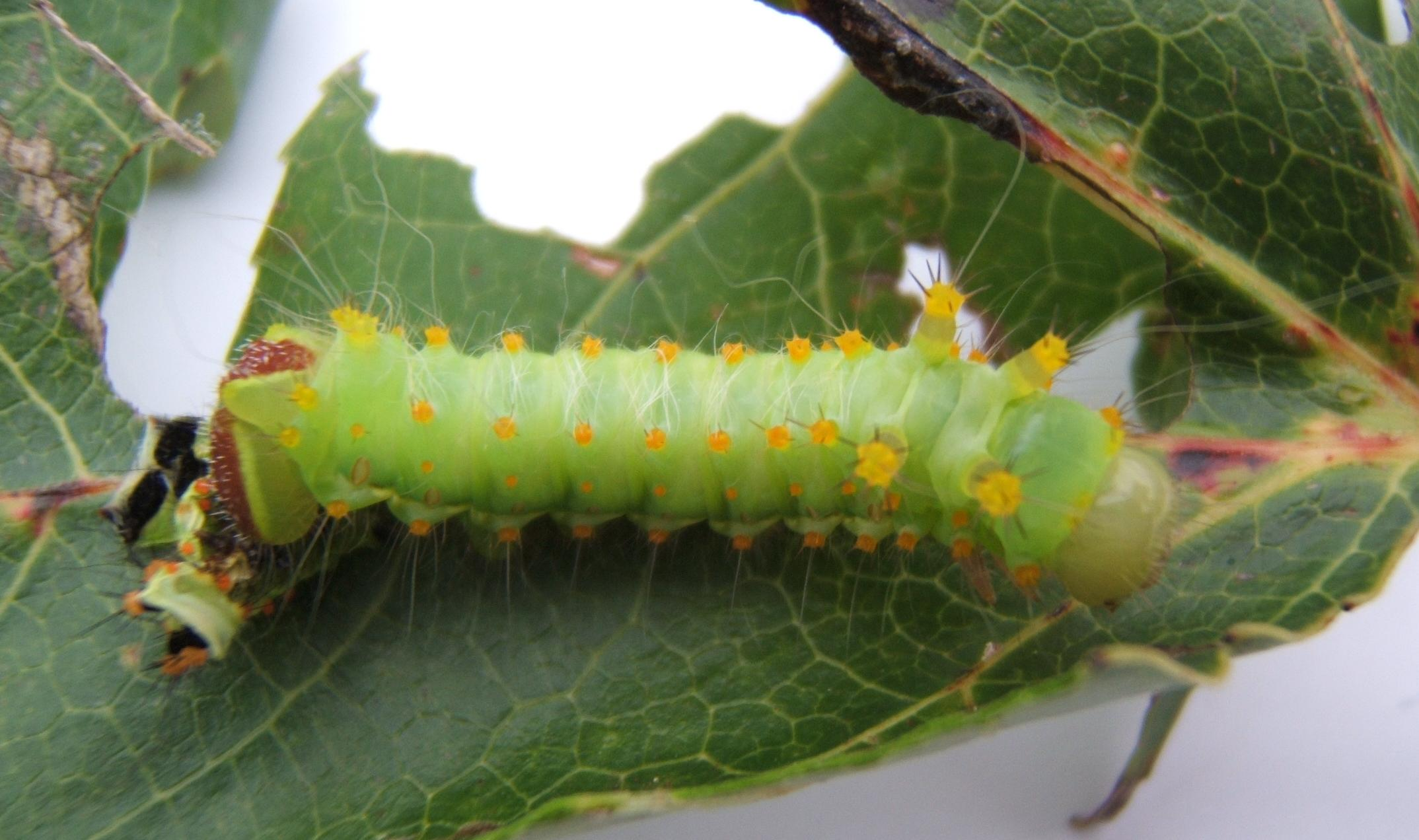
4e stade
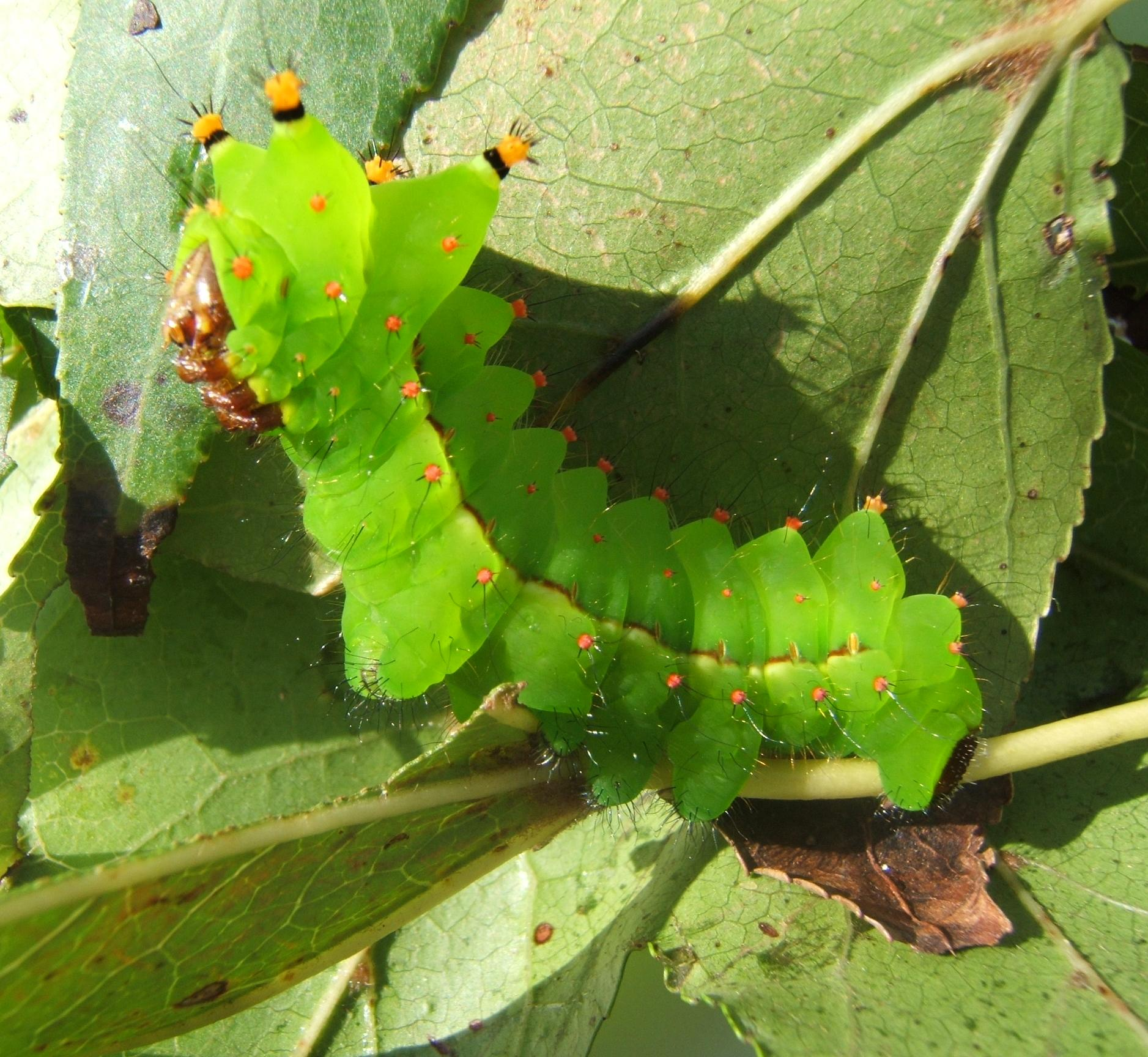
4e stade
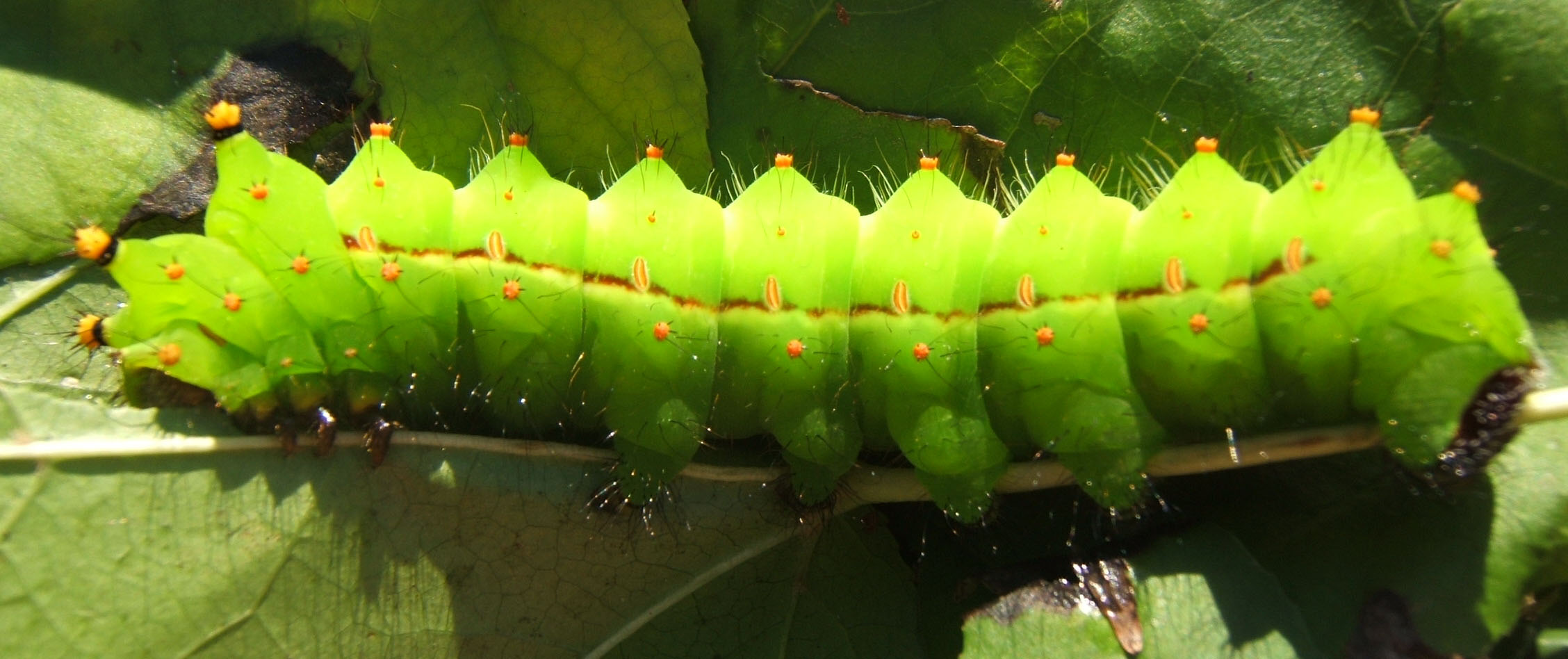
5e stade
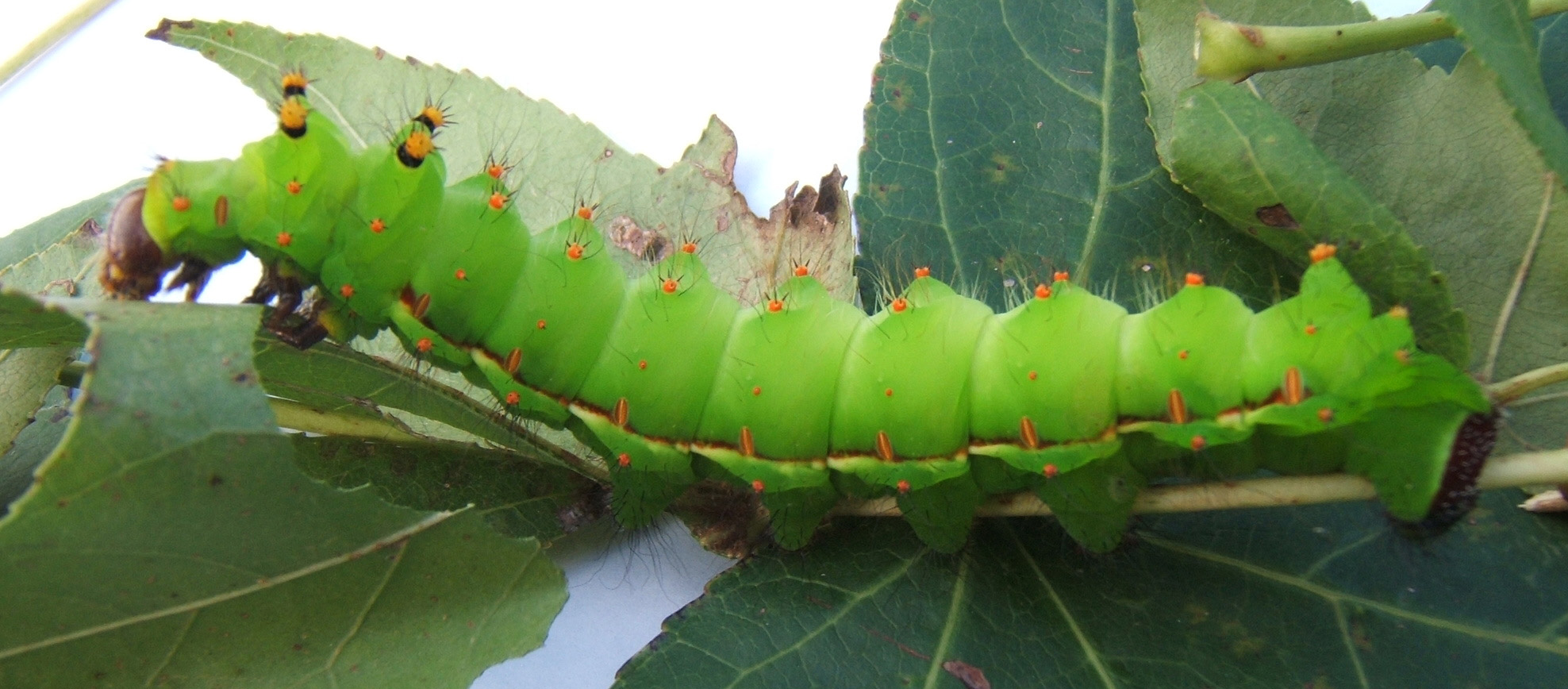
5e stade
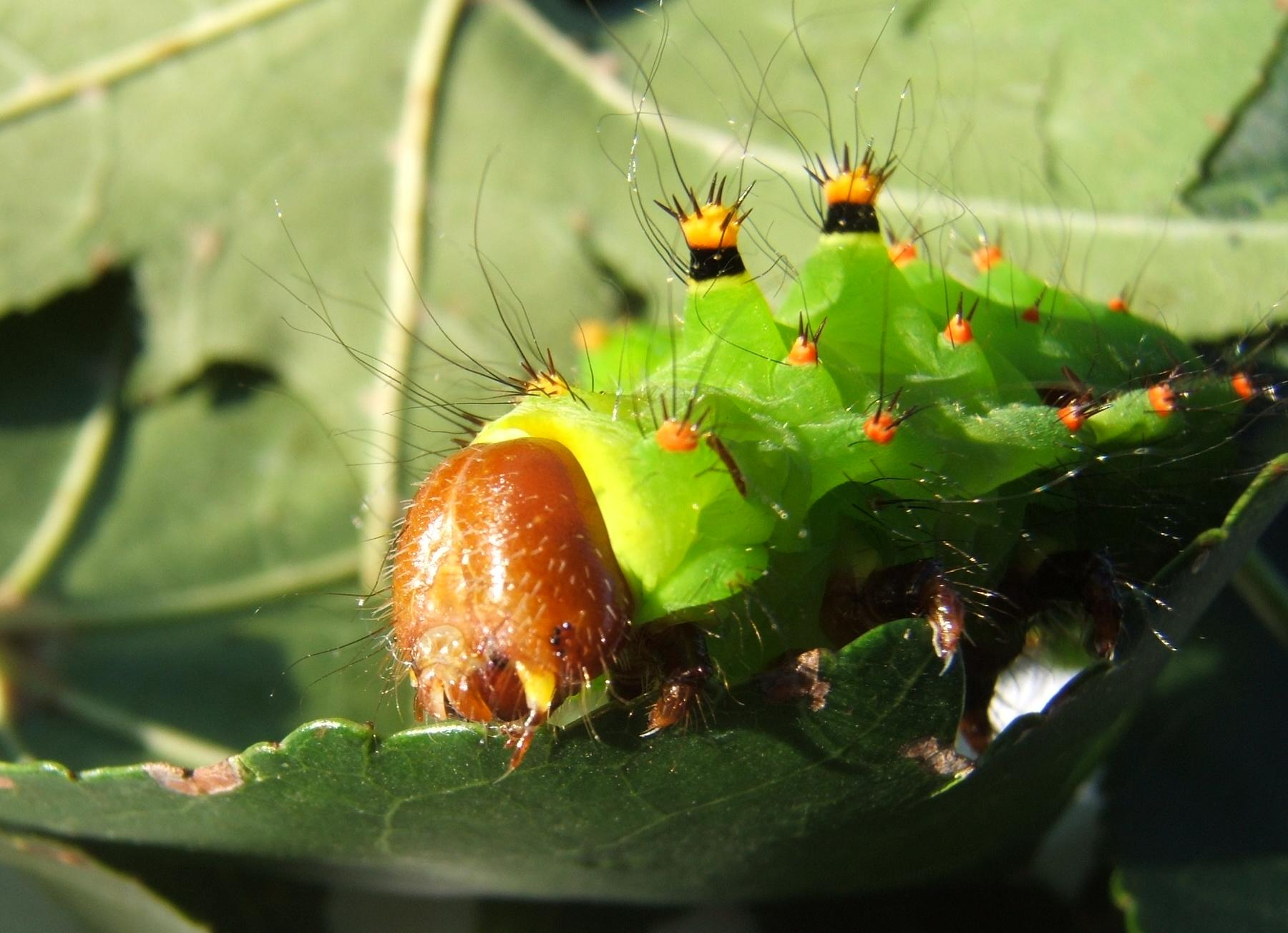
5e stade et détail des pièces buccales
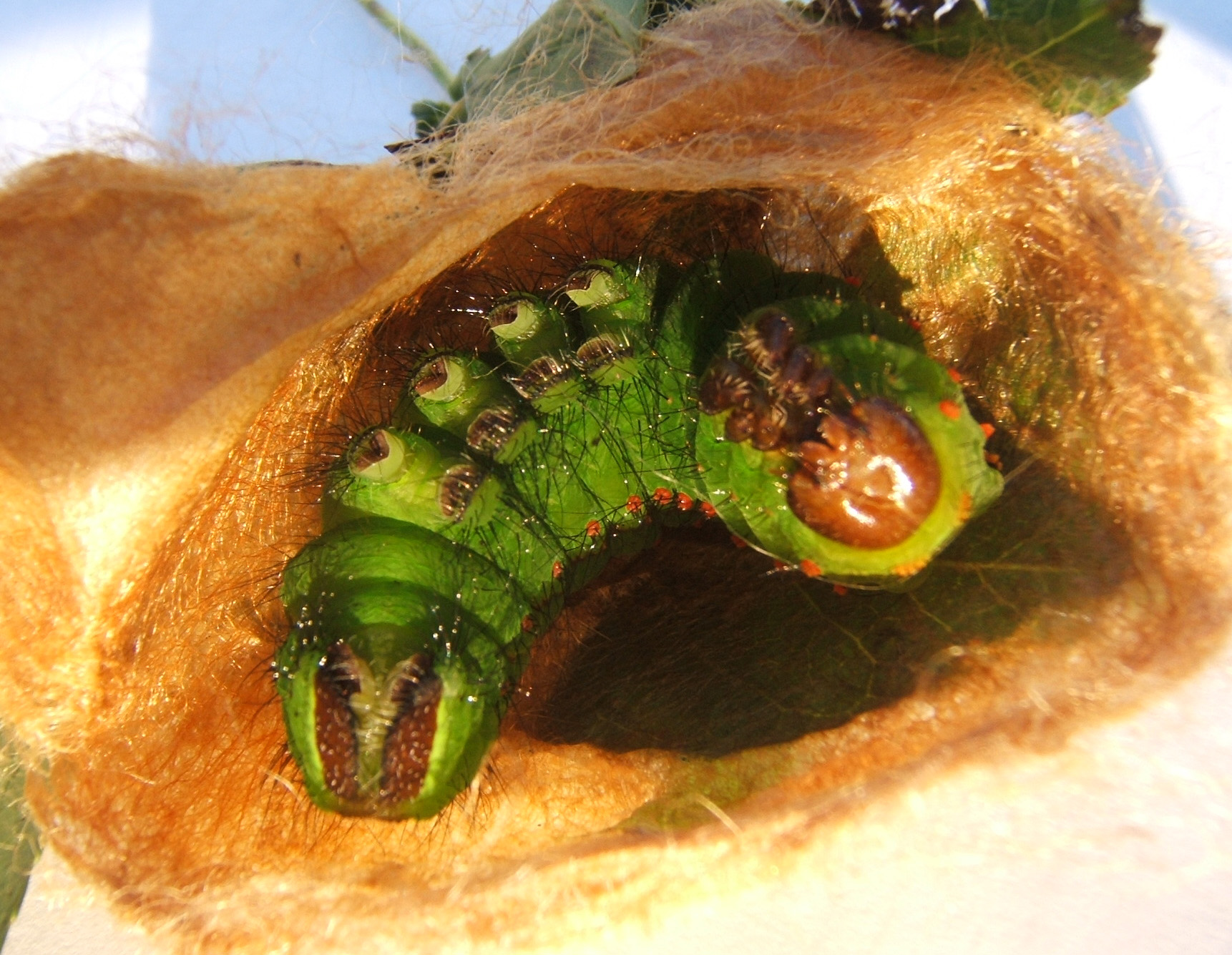
Construction du cocon, stade pré-pupal.
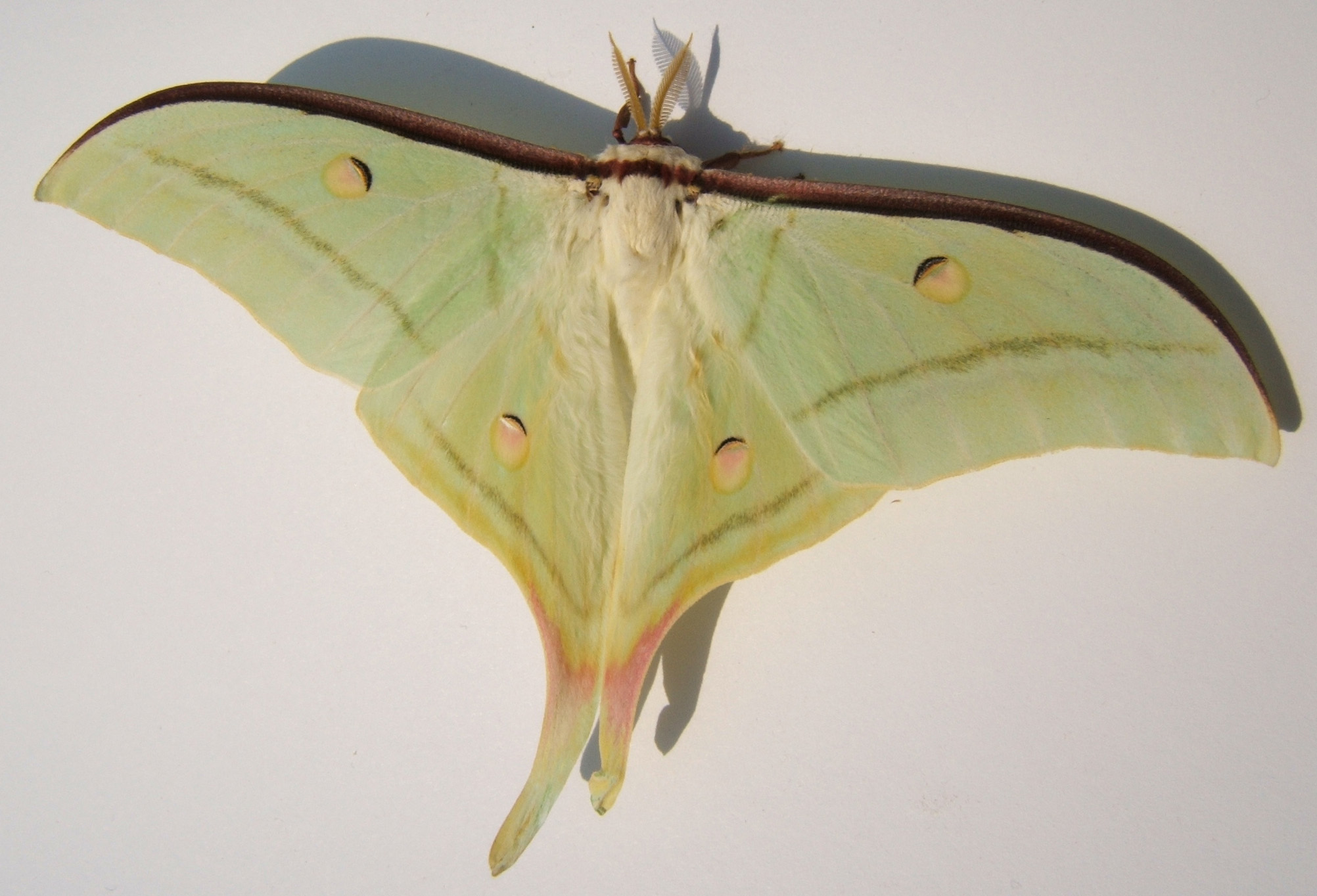
Mâle adulte
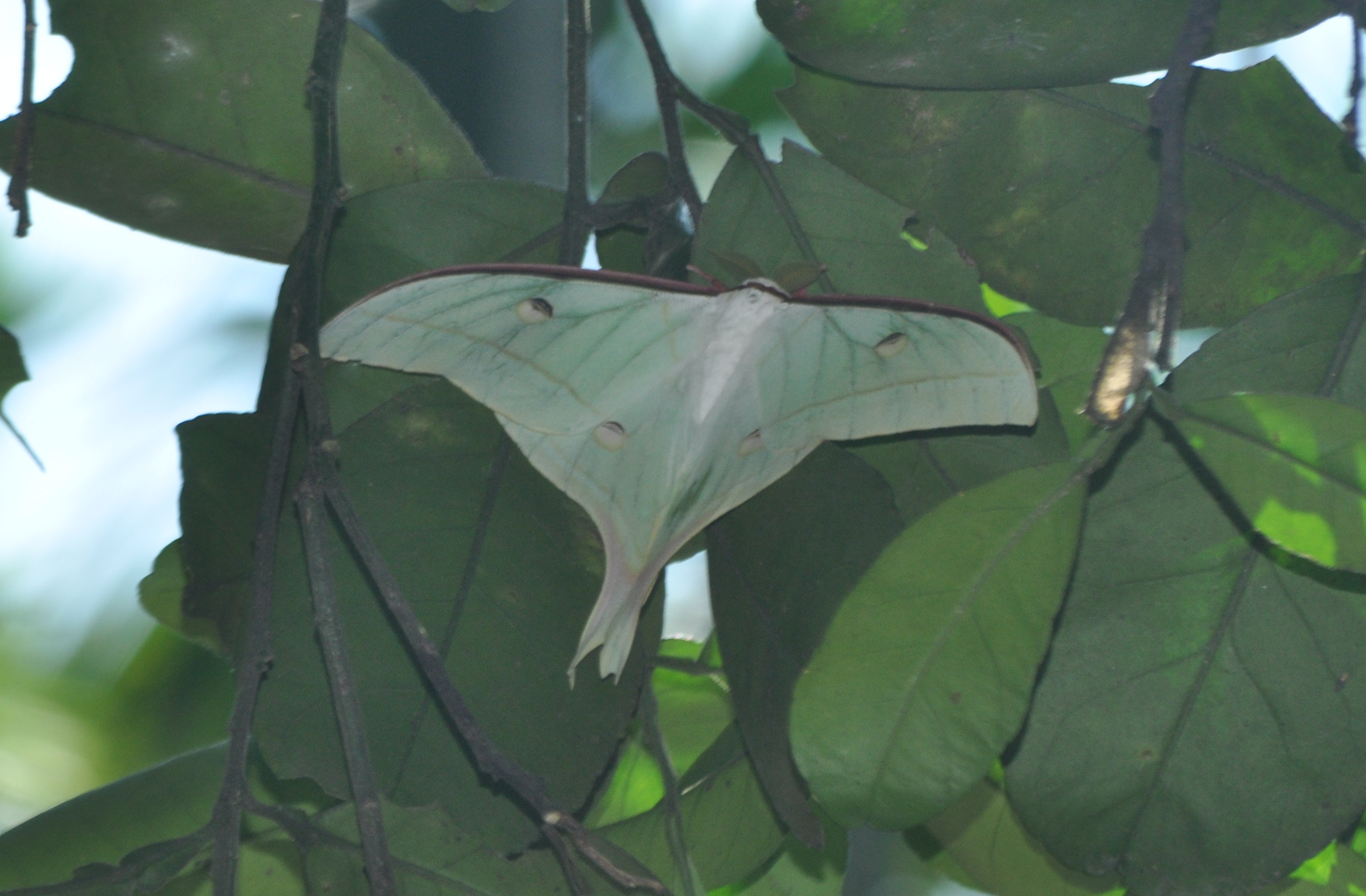

## Élevage
Cette espèce s'élève sur quantités de plantes, dont celles-ci : rhododendron, noyer, liquidambar, pommier, prunier, cerisier, bouleau, saule.
L'élevage sur troène ne fonctionne pas bien, les chenilles ne s'alimentant pas.
Par contre, le noyer, le liquidambar et les fruitiers fonctionnent très bien.
Pour l'hiver, c'est déjà un peu plus compliqué : on peut les nourrir sans trop de problèmes sur Photinia en veillant à avoir une ventilation assez bonne car les feuilles dégagent des vapeurs toxiques qui tuent les chenilles qui n'arrivent souvent pas jusqu'au L3.
On peut aussi utiliser le Prunus laurocerasus (laurier-cerise) mais il faut là avoir une ventilation beaucoup plus importante que pour le photinia car les feuilles coupées dégagent une grande quantité de gaz cyaniques.
Ces deux plantes sont donc dans beaucoup de cas salvatrices pour conserver sa souche.
L'élevage ne nécessite pas de conditions particulières de lumière. Il semble cependant que trop d'humidité développe les maladies. Une température de plus de 20 °C est préférable.

### Référence taxinomique
- (en) Catalogue of Life : Actias selene Hübner, 1806 (consulté le 16 décembre 2020)